# B-Sides and Rarities (album de Cake)
Pour les articles homonymes, voir B-Sides and Rarities.
B-Sides and Rarities est une compilation du groupe de rock américain Cake, sortie en 2007. Il contient des titres non présents sur les autres albums, ainsi que des titres en concert.

## Liste des pistes
1. War Pigs
2. Ruby, Don't Take Your Love to Town
3. Mahna Mahna
4. Excuse Me, I Think I've Got a Heartache
5. Conroy
6. Strangers in the Night
7. Subtract One Love (Multiply the Heartaches)
8. Never Never Gonna Give You Up
9. Thrills
10. Short Skirt, Long Jacket [Live]
11. It's Coming Down [Live]
12. War Pigs [Live]

## Crédits
- John McCrea - chant, guitare acoustique, percussions, claviers
- Xan McCurdy - guitare acoustique, basse, batterie, guitare électrique, claviers, chœur
- Gabriel Nelson - guitare acoustique, basse, batterie, guitare électrique, claviers, chœur
- Vincent Di Fiore - percussions, trompette, claviers, chœur, melodica